# مالك بن جلول
مالك بن جلول (بالسويدية: Malik Bendjelloul)‏ (مواليد 14 سبتمبر 1977 - الوفاة 13 مايو 2014) هو مخرج وكاتب سيناريو سويدي من أصل جزائري بدأ مسيرته الفنية عام 2002. فاز بجائزة أوسكار لأفضل فيلم وثائقي عام 2013 عن فيلم البحث عن رجل السكر.

## حياته
ولد بن جلول في مدينة يستاد في السويد، والده هو الطبيب الجزائري المولد حاسين بن جلول، والدته المترجمة والرسامة السويدية فرونيكا شيلدت بن جلول. عاش وترعرع بن جلول في منطقة وسط وجنوب السويد، وفي فترة التسعينات من القرن العشرين شارك كممثل في إحدى حلقات المسلسل التلفزيوني السويدي إيبا و ديدريك (بالسويدية: Ebba och Didrik) على التلفزيون السويدي، بشخصية فيلب كلافيل. وكانت هذه الحلقة قد اُخرجت بواسطة خاله بيتر شيلدت. تخرج من الثانوية العامة علم 1996 والتحق بجامعة لينيوس حيث درس الصحافة والإنتاج الإعلامي.

## الأعمال
- البحث عن رجل السكر

## وفاته
توفي متنحرا عن عمر 36 عام بتاريخ 13 مايو 2014 بعد معاناة من مرض الاكتئاب كما ذكر أخيه جوهر.

## وصلات خارجية
- مالك بن جلول على موقع IMDb (الإنجليزية)
- مالك بن جلول على موقع ميتاكريتيك (الإنجليزية)
- مالك بن جلول على موقع روتن توميتوز (الإنجليزية)
- مالك بن جلول على موقع ألو سيني (الفرنسية)
- مالك بن جلول على موقع تيرنر كلاسيك موفيز (الإنجليزية)
- مالك بن جلول على موقع أول موفي (الإنجليزية)
- مالك بن جلول على موقع قاعدة بيانات الأفلام السويدية (السويدية)
- مالك بن جلول على موقع ديسكوغز (الإنجليزية)
- مالك بن جلول على موقع قاعدة بيانات الفيلم (الإنجليزية)
- مالك بن جلول على موقع كينوبويسك (الروسية)